# Virginie Despentes
Virginie Despentes, pseudonimo di Virginie Daget (Nancy, 13 giugno 1969), è una scrittrice e regista francese.

## Biografia
Visse un'adolescenza caratterizzata da una lunga militanza punk, prostituzione, da ripetuti trattamenti psichiatrici e uno stupro. Le sue esperienze sono da essa stessa sintetizzate in queste parole: «Sono stata a letto con centinaia di maschi senza mai rimanere incinta, e comunque sapevo dove andare ad abortire, senza l'autorizzazione di nessuno, senza rischiare la pelle. Sono diventata una puttana, ho passeggiato per la città con tacchi alti e profonde scollature, senza doverne render conto a nessuno, ho incassato e speso ogni centesimo che ho guadagnato».
In un'intervista ha dichiarato che uscire dall'eterosessualità e dalle relazioni di seduzione con gli uomini (dopo l'incontro con il filosofo Paul Preciado) le ha dato modo di essere maggiormente in contatto con il suo potere. Si definisce "uno spirito libero, una sorta di anarco-femminista" e aggiunge che legge la condizione delle donne anche in relazione a "classe" e "razza".
Nel 1993 diede alle stampe il suo primo libro, Baise-moi, uscito in Italia nel 1999 con il titolo Scopami. Il romanzo divenne un caso editoriale per la durezza e la scabrosità dei temi trattati; la stessa autrice, riferendosi al periodo in cui aveva scritto il romanzo, ha detto «Adesso sono più tranquilla, ho smesso di essere aggressiva e arrogante: è questa la maturità». Nel 2000 Despentes co-diresse, insieme alla regista di film pornografici Coralie Trinh Thi, la versione cinematografica del libro, Scopami.
Nel 2015, dopo circa cinque anni dalla pubblicazione del suo ultimo lavoro, la scrittrice femminista torna sulla scena con il primo volume della trilogia di Vernon Subutex. Il protagonista del romanzo è un vecchio commerciante di dischi rock ormai in declino a causa del sopravvento della musica in formato digitale. L'opera viene definita dal giornalista Laurence Houot come «una commedia umana dei nostri tempi».
Nel 2022 pubblica con Éditions Grasset & Fasquelle il romanzo epistolare Cher connard (Caro stronzo), edito in Italia nel 2023 da Fandango.

## Opere

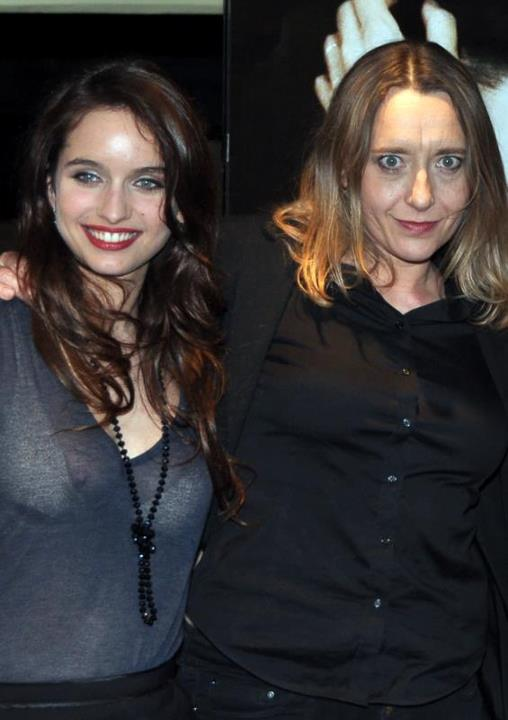
Virginie Despentes con l'attrice Clara Ponsot

- 2022 [5]  Caro stronzo , Fandango libri (Edizione Italiana 2023)
- 2019  La trilogia di Parigi. Vernon Subutex (riunisce i tre romanzi Vernon Subutex I, II e III), (trad. T. Lo Porto), settembre, 2019, Bompiani Editore
- 2016: Vernon Subutex III
- 2015: Vernon Subutex II
- 2015: Vernon Subutex 1
- 2010: Apocalypse bebé
- 2007: King Kong Girl
- 2006: King Kong Théorie
- 2004: Bye bye Blondie
- 2003: Teen spirit
- 1999: Le dotte puttane
- Scopami (traduzione di Silvia Marzocchi) Einaudi, collana Stile Libero, 1999. ISBN 9788806148560 (Baise-moi, 1993)

## Filmografia

### Regista
- Baise moi - Scopami (Baise moi), co-regia con Coralie Trinh Thi (2000)
- Mutantes - film TV (2009)
- Bye Bye Blondie (2012)